# Риддерський металургійний завод
Риддерський металургійний завод — підприємство кольорової металургії, яке діє на сході Казахстану.
Риддерський рудник почав свою діяльність ще у 18 столітті, а в 1815-му узялись за будівництво тут заводу з плавки руди, який би виробляв свинець. Це підприємство вело доволі обмежену діяльність, але фактично стало першим металургійним заводом у регіоні Рудного Алтаю.
Коли у 1910-х роках відновлювали діяльність рудника, первісно організували вивезення руди залізницею та водним транспортом до Екібастузу. Невдовзі цю схему вирішили змінити й організувати виплавку металів ближче до місця видобутку сировини. В 1925-му в Риддері стало до ладу експериментальне виробництво електролітичного цинку, проте воно пропрацювало лише до 1933-го. А от свинцевий завод, який ввели в дію в 1927 році, започаткував повноцінну діяльність майданчика. Первісно він належав до складу об'єднання «Алтайполіметалл», а з 1945-го став належати до Леніногорського поліметалічного комбінату (на той час Риддер перейменували у Леніногорськ). Сировину постачала збагачувальна фабрика комбінату.
У 1935-му на риддерському майданчику ввели в роботу кадмієвий цех, а в 1941-му освоїли виробництво сурьми. Того ж 1941-го завод випустив 27 тисяч тонн свинцю, 24,5 тонни кадмію, 4,2 тонни золота та 57,6 тонни срібла.
У 1966-му запустили цинковий завод, який наразі є головним виробничим активом металургійного майданчика та станом на середину 2000-х мав річну потужність на рівні 105 тисяч тонн металічного цинку. При цьому з 1990-х років він перебуває під контролем концерну «Казцинк». В середині 2000-х — на початку 2010-х завод приймав на переплавку цинкову руду Шаймерденського рудника, яка через високий вміст металу навіть не потребувала попереднього збагачення.
Інша продукція майданчика — кадмій, мідний кек та сульфатна кислота. Остання — неодмінний супутній продукт підприємства, оскільки під час плавки сульфідних руд виділяються великі обсяги шкідливих оксидів сірки, які уловлюють та перетворюють на зазначену кислоту. Коли в 1990-х попит на неї істотно знизився, організували нейтралізацію сульфатної кислоти шляхом виробництва гіпсу із продуктивністю лінії на рівні 128 тисяч тонн на рік.
Що стосується свинцевого заводу, то його виділили в підприємство «Каз-Тюмень», яке переробляло акумуляторний брухт. У 2008 році концерн «Казцинк» придбав також «Каз-Тюмень», втім, про відновлення переробки свинцевого концентрату мова не йшла.